# Rot-Weiß Oberhausen
Rot-Weiß Oberhausen är en tysk fotbollsklubb från Oberhausen. Klubben bildades som Oberhausener SV i december 1904 efter en sammanslagning av Emschertaler SV (1902) och Oberhausener TV 1873.
Rot-Weiß Oberhausen spelade fyra raka säsonger i Bundesliga mellan 1969/1970 och 1972/1973. Klubben har aldrig återvänt till högstadivisionen. Under 2000-talet spelade man ett flertal säsonger i andradivisionen. Efter degradering därifrån efter säsongen 2010/2011 och från tredjedivisionen säsongen därpå har klubben hållit till i Regionalliga.

## Kända spelare
- Manfred Burgsmüller
- Lothar Kobluhn
- Erich Juskowiak